# Gustavo Adolfo Madero
Gustavo Adolfo Madero (gyakran Gustavo A. Madero formában írva) (Parras de la Fuente, 1875. január 16. – Mexikóváros, 1913. február 19.) mexikói politikus volt.

## Élete
1875-ben született a Coahuila állambeli Parrasban. Szülei Francisco Madero és Mercedes González Treviño voltak, bátyja Francisco Ignacio Madero, az ország későbbi elnöke. Bal szeme gyermekkorában egy labdatalálat miatt olyan súlyosan károsodott, hogy később műszemet kellett beültetni helyére. Fiatal éveit bátyjával együtt töltötte: ugyanott tanultak, együtt utaztak Párizsba, ahol 5 évig éltek, majd együtt tanultak Kaliforniában is. Útjaik csak felnőtt korukban váltak szét.
Gustavo Madero pénzügyekkel és kereskedelemmel kezdett foglalkozni. Először 1895-ben a Lagos de Morenó-i La Victoria textilgyár üzleti ügyeit intézte, 1897-től pedig a parrasi ipari társaság vezetője lett. 1898-ban a monterreyi El Modelo nevű, litográfiával foglalkozó céghez került, majd a fővárosba költözött, ahol megalapította az Arte Nuevo nevű hirdetőcéget és újságját, a Nuevo Erát.
1910-ben bátyja a politikai élet középpontjába került, elnökjelöltté is vált. Innentől kezdve Gustavo útja ismét elválaszthatatlanná vált Franciscóétól: kezdetben a választási kampány pénzügyeit intézte. Miután kitört a forradalom, és 1911-ben Porfirio Díaz elnök lemondott, a Ciudad Juárezben létrejött kabinetben gazdasági miniszterré nevezték ki. Ugyanebben az évben megalapította a Partido Constitucional Progresista (Alkotmányos Haladó Párt) nevű pártot, amely az 1912-ben kezdődő, 26. törvényhozási ciklusban a képviselői helyek többségét meg is szerezte.
Miután bátyja került az elnöki székbe, még nagyobb befolyása lett az országos eseményekre. Sokan úgy gondolták, a háttérből ő intézi az elnök legtöbb ügyét, ezért úgy emlegették, mint „a forradalom agya” és „a szürke eminenciás”, és mivel befolyása miatt egyre több ellenséget is szerzett magának, gúnyolni is kezdték: Ojo Paradónak („merevszemű”) kezdték nevezni műszeme miatt. A kormánnyal az idő múlásával egyre többen szembefordultak, voltak, akik egyszerűen alkalmatlannak találták Francisco I. Maderót az ország vezetésére, de voltak, akik egyenesen a forradalmi eszmék elárulásával is vádolták. Több fegyveres felkelés is kitört a rendszer megdöntésére, de 1913 elejére ezeket mind leverték.
Hogy a maderisták megosztottságát csökkentse, az elnök úgy gondolta, csökkentenie kell öccse befolyását, ezért Japánba nevezte ki különleges diplomáciai feladatokra. Már megtartották a búcsúbankettet is, de még mielőtt elindult volna Ázsiába, Gustavo tudomást szerzett arról, hogy február 16-án összeesküvés készül az elnök ellen. Még a résztvevők neveit is sikerült megszereznie: Bernardo Reyes és fia, Rodolfo, Félix Díaz, Manuel Mondragón, Aureliano Blanquet, Gregorio Ruiz és valószínűleg Victoriano Huerta. Azonnal figyelmeztette a bátyját, ő azonban nem vette komolyan a fenyegetést, csak öccse túlzásának tartotta az egész ügyet.
Az ügy azonban komoly volt. Február 9-én Manuel Mondragón vezetésével egy csapat fegyveres megtámadta a Santiago Tlatelolcó-i katonai börtönt, ahonnan kiszabadították Reyest és Díazt, majd megszállták a Palacio Nacionalt. Ezt az időszakot, ami most kezdődött, nevezték később tragikus tíz napnak (Decena Trágica). Gustavót elfogták, ám amikor Lauro Villar visszafoglalta a nemzeti palotát, kiszabadult. Az elnök a védelmi feladatokat Victoriano Huertára bízta.
A támadók a Ciudadela épületébe húzódtak vissza, míg az elnök és hívei a nemzeti palotába vonultak. A következő napokban folyamatos volt az utcai harc, több ezren haltak meg, a lakosságot pedig élelmiszerhiány sújtotta.
Gustavónak tudomására jutott, hogy a védelemmel megbízott Huerta titokban találkozókra jár Félix Díazszal. Ezért figyelmeztette az elnököt, és javasolta, hogy Huertát azonnal váltsák le. Bátyja azonban nem hallgatott rá, ezért Gustavo saját maga intézkedett: 17-én éjjel néhány társával rajtaütött Huertán, foglyul ejtette és az elnök elé kísérte, akinél árulással vádolta. Huerta mindent tagadott és időt kért, hogy bizonyíthasson. Megkapta.
Másnap azonban az elnököt és José María Pino Suárez alelnököt elfogták a palotában. Ezalatt Gustavo a Zócalo közelében található Gambrinus étteremben tartózkodott, de Huerta parancsára őt is foglyul ejtették, és órákon keresztül egy ruhásszekrénybe zárva, megkötözött kezekkel várta, hogy ezután a Ciudadelába vigyék. Ott Adolfo Bassóval, a nemzeti palota szuperintendánsával együtt a részegen tomboló katonaseregbe lökték őket. Gustavót először véresre verték, majd egy szuronnyal kiszúrták egyetlen szemét, végül agyonlőtték. Ezután Bassót is meggyilkolták.
Később emlékére Gustavo A. Maderónak nevezték el Mexikóváros egyik kerületét.